# 勒皮察峰

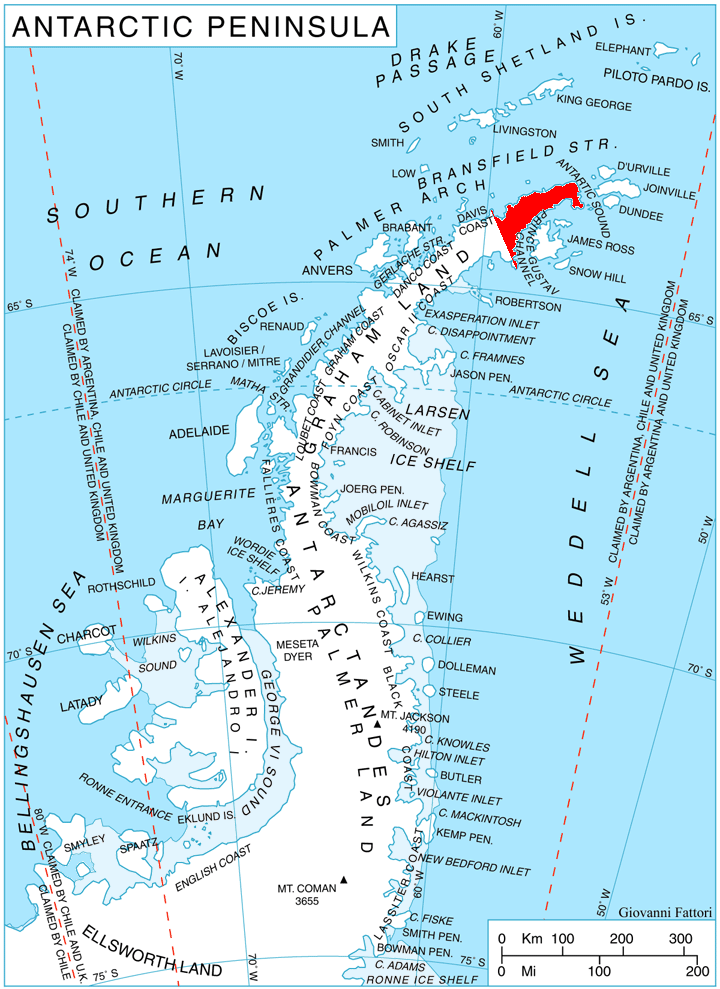

勒皮察峰（英語：Lepitsa Peak）是南極洲的山峰，位於帕默群島的特里尼蒂半島，處於底特律高原東北部山腳，海拔高度1,110米，以保加利亞北部鄉鎮命名，現時由南極條約體系管理。